# I, the Breather
I, the Breather (oft auch einfach I the Breather oder ITB) war eine US-amerikanische Metalcore-Band aus Baltimore, Maryland, die im Jahr 2009 gegründet wurde und sich 2016 auflöste.

## Geschichte
Die Band wurde im August 2009 von Sänger Shawn Spann, Bassist Armand Vincent, Schlagzeuger Morgan Wright und den Gitarristen Justin Huffman und Jered Youngbar gegründet. Kurze Zeit später erreichte die Band einen Vertrag mit Sumerian Records. Mit Produzent Durv Viswanathan nahmen sie ihr Debütalbum These Are My Sins auf und veröffentlichten es am 7. Dezember 2010 über das Label. Danach folgten Auftritte in den USA.
Das nächste Album Truth and Purpose erschien am 28. Februar 2012 über Sumerian Records. Am 4. Mai wurde das Musikvideo zu False Profit veröffentlicht.
Am 3. September 2015 gaben die Musiker die Auflösung der Band nach einer Abschiedstournee im November bekannt. Das letzte Konzert wird am 22. November 2015 in Allentown, Pennsylvania stattfinden.

## Stil
Die Band spielt Metalcore, der als eine Verschmelzung aus August Burns Red und Born of Osiris beschrieben wird. Besonders charakteristisch ist außerdem der Einsatz vom Tapping der E-Gitarre.

## Diskografie
- 2009: I the Breather (EP, Eigenveröffentlichung)
- 2010: These Are My Sins (Album, Sumerian Records)
- 2012: Truth and Purpose (Album, Sumerian Records)
- 2014: Life Reaper (Album, Sumerian Records)